# Préguillac
Préguillac – miejscowość i gmina we Francji, w regionie Nowa Akwitania, w departamencie Charente-Maritime.
Według danych na rok 1990 gminę zamieszkiwało 305 osób, a gęstość zaludnienia wynosiła 46 osób/km² (wśród 1467 gmin regionu Poitou-Charentes Préguillac plasuje się na 712. miejscu pod względem liczby ludności, natomiast pod względem powierzchni na miejscu 1003.).